# Marcos Antônio (futebolista)
Marcos Antônio Silva Santos (Poções, 13 de junho de 2000) é um futebolista brasileiro que atua como meio-campista. Atualmente joga no São Paulo, emprestado pela Lazio.

## Carreira

### Athletico Paranaense
Nascido em Poções, na Bahia, Marcos "Bahia", como é seu apelido desde criança, começou a jogar bola na escolinha Vitorinha, localizada em Alto Vitória, na sua cidade natal, e aos 11 anos se mudou para Curitiba, levado por um amigo de seu pai, Carlos, que Marcos considera como seu segundo pai, para tentar a sorte no Furacão. Primeiramente, jogou por dois anos na escolinha do Athletico Paranaense, e depois foi integrado ao CT, em 2014.
Apesar de ser uma das maiores promessas da base do Furacão, Marcos não chegou a estrear pelo clube. Houve uma briga entre o clube, através do presidente Mario Celso Petraglia, e a OTB Sports, quem cuidava de sua carreira, e que era acusada de dificultar a estreia e permanência de Marcos no clube, já que o jogador não tinha um contrato profissional assinado com o clube, e sim um de formação, que era válido até março de 2020. Como punição, o atleta ficou de fora dos selecionados do clube para a disputa da Copa São Paulo de Futebol Júnior de 2018.
Após o Furacão mover um processo à justiça contra o Estoril alegando suposta quebra contratual em 2018 e tendo ganhado o primeiro processo, após dois anos, a FIFA deu causa ganha a Marcos Antônio em janeiro de 2020, condenando o clube a pagar um processo de 30 milhões de euros (R$ 139,29 milhões).

### Estoril Praia
Sem estrear profissionalmente pelo Furacão e devido ao clima ficar insustentável devido à brigas do Athletico com seus representantes, em 17 julho de 2018, assinou contrato com o Estoril, de Portugal, válido por uma temporada.
Estreou pelo clube português em 30 de setembro de 2018, na vitória por 1 a 0 CF Vasco da Gama Vidigueira, em jogo válido pela Taça de Portugal.
Em Portugal, o brasileiro teve uma vida curta. Entre passagens pelo clube Sub-23 e o profissional, o jogador deixou a equipe antes mesmo do fim da temporada e sem ter marcado nenhum gol por nenhuma competição. No time principal, Marcos chegou a marca de seis partidas.

### Shakhtar Donestk

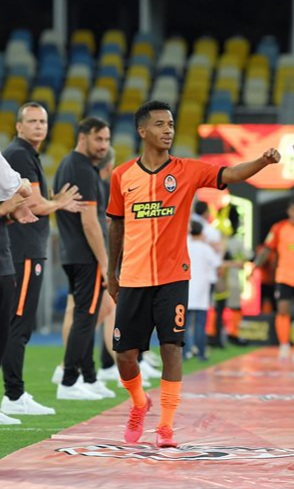
Marcos Antônio pelo Shakhtar em 2020

Em 19 de fevereiro de 2019, Marcos foi anunciado pelo Shakhtar Donestk, assinando contrato por cinco anos. O brasileiro estreou no dia 10 de março, na vitória por 5–0 sobre o Karpaty, válida pela 21ª rodada do Campeonato Ucraniano. Marcou seu primeiro gol pelo time no dia 17 de abril, na vitória por 2–0 sobre SC Dnipro-1, no jogo de volta da Copa da Ucrânia, com o Shakthar se classificando para a final.
Desde que chegou no clube ucraniano, Marcos Antônio tornou-se titular no meio-campo da equipe. No jogo de ida da play-offs da Champions, Marcos fez seu primeiro gol na temporada em uma vitória por 2–1 sobre o Genk, da Bélgica.
Chegou a 100 jogos com a camisa do clube ucraniano em 3 de dezembro de 2021, na goleada de 6–1 sobre o Lviv em jogo do Campeonato Ucraniano. Ao todo, Marcos atuou em 102 partidas pelo clube ucraniano e fez oito gols, além de conquistar quatro títulos.

### Lazio
Em 19 de junho de 2022, foi anunciado sua contratação pelo clube italiano Lazio, assinando por cinco temporadas. Os valores da transferências giraram em cerca cerca de 8 milhões de euros (41 milhões de reais), com mais 2 milhões de euros de possíveis variações (10,4 milhões de reais).
Na Itália, o atleta teve muita dificuldade para conseguir firmar-se entre os 11 titulares. O brasileiro chegou a marcar um gol na 30ª rodada da Serie A, mas só conseguiu atuar por 90 minutos em uma oportunidade desde sua estreia. Ele deixou o time ao fim da temporada, após realizar 22 partidas e marcar um gol.
Com sua iminente saída da Lazio, o jogador foi alvo de um comentário racista nas redes sociais. O torcedor italiano comentou sobre a ausência de jogadores negros na equipe como se fosse um ponto positivo e Marcos tratou de dar sua resposta:
| “                                         | É inacreditável e inaceitável que ainda tenhamos que ler esse tipo de situação hoje em dia. Então saiba que você não vai me abalar em nada. Minha cabeça estará sempre erguida e ansiosa para combater esse absurdo. A torcida da Lazio não é como você, não aceito o que você escreveu e nunca vou aceitar! | ” |
| — Marcos Antônio, sobre o caso de racismo | |   |

### PAOK
Marcos Antônio foi anunciado como novo reforço do PAOK em 1 de setembro, por empréstimo até junho de 2024 com opção de compra de seis milhões de euros ao final do período. Ao todo, foram 17 partidas pelo clube grego e três gols feitos.

### São Paulo
Marcos Antônio foi anunciado pelo São Paulo como novo reforço do clube em 24 de julho de 2024, assinando por empréstimo até 30 de junho de 2025. O valor do empréstimo foi anunciado em 150 mil euros (906 mil reais), com compra obrigatória por 4,2 milhões de euros (25,3 milhões de reais) em caso do atleta atuar em 50% dos jogos durante o período. No dia 1 de julho de 2025, o São Paulo anunciou a renovação de contrato do volante Marcos Antônio por mais uma temporada, com opção de compra. O jogador estava inicialmente emprestado ao Tricolor até 30 de junho e agora teve vínculo renovado com o clube tricolor até a mesma data do ano de 2026.

## Seleção Brasileira
Marcos Antônio representou a Seleção Brasileira Sub-17 no Campeonato Sul-americano Sub-17 de 2017. Também disputou a Copa do Mundo Sub-17 de 2017, na Índia, e marcou um gol contra Honduras, mas oitavas de final.

## Estilo de jogo
Tendo características de um meio-campista camisa 5 e 8, Marcos Antônio tem como atributos destacados o seu dinâmico tático e  o box-to-box, além muita entrega para a equipe e dedicação na marcação. Também foi descrito como muito técnico e inteligente para atacar o espaço, além de manter o controle do jogo.

## Títulos
Shakhtar Donetsk
- Campeonato Ucraniano: 2018–19 e 2019–20
- Copa da Ucrânia: 2018–19
- Supercopa da Ucrânia: 2021

Brasil Sub-17
- Campeonato Sul-americano Sub-17: 2017